# Trois Mamelles
Trois Mamelles är en bergskedja i Mauritius. Den ligger i den västra delen av landet, 17 km söder om huvudstaden Port Louis. Trois Mamelles ligger på ön Mauritius.